# Yggdrasil Linux
Yggdrasil Linux/GNU/X, o LGX fu una delle prime distribuzioni Linux ad essere distribuite.
L'azienda statunitense Yggdrasil, fondata da Adam Richter, sviluppò questa distribuzione fino al 1995.

## Caratteristiche
Yggdrasil Linux era distribuita su CD-ROM ed era conosciuta come distribuzione Plug and play, nel senso che era in grado di configurarsi in base all'hardware rilevato, una caratteristica dei sistemi operativi che ormai è data per scontata.
L'ultimo rilascio è avvenuto nel 1995 ma è ancora disponibile su un mirror.

## Storia
È spesso citata sul retro delle copie stampate degli howto dell'epoca come "Plug-and-play Linux". Il nome "Yggdrasill" deriva dall'omonimo albero della vita della mitologia norrena.

## Contributi
L'azienda distribuì raccolte di documentazione del software come The Linux Bible e contribuì alle funzionalità del file system e dell'X Window System del kernel Linux.
All'epoca il fondatore Adam Richter forniva servizi di consulenza software, lavorando sul kernel Linux e partecipando ad eventi correlati nel nord della California.